# ルイ・シャルル・アントワーヌ・ドゼー
ルイ・シャルル・アントワーヌ・ドゼー・ド・ヴェグー（仏: Louis Charles Antoine Desaix de Veygoux, フランス語発音: [dəsā` də vāgu'ː], 1768年8月17日 - 1800年6月14日）は、フランス革命戦争・ナポレオン戦争期に活躍したフランス軍人である。
ナポレオン・ボナパルトの友人となって1798年のエジプト・シリア戦役に参加。その公正な人柄でエジプトの人々から「正義のスルタン」と呼ばれた。マレンゴの戦いでは劣勢だったフランス軍にドゼーの部隊が援軍で駆けつけ勝利を収めるが自身は戦死した。

## 経歴
ドゼーは没落した貴族の出身で、エフィアット元帥の創設した学校で軍事教育を受け、フランス国王の軍隊に入隊した。入隊後の6年間をドゼーは任務と軍事の研究にささげたが、フランス革命が起こると自由を求める側に身を投じた。ドゼーは亡命を拒否して、ジャコバン党で恐怖政治の時代に処刑されるシャルル・ルイ・ヴィクトール・ド・ブロイ（2代ブロイ公の息子）の軍に加わった。ドゼーもあやうく命を失うところだったが、かろうじてギロチンを免れ、その後の顕著な働きによって共和国政府の支持を勝ち取った。新しい秩序を受け入れた他の多くの旧支配階級メンバーと同様、ドゼーも、生まれ育ちから身に付いた指導力によって大きな成功を収めた。ドゼーは1794年には将軍（師団長）の階級に上っていた。

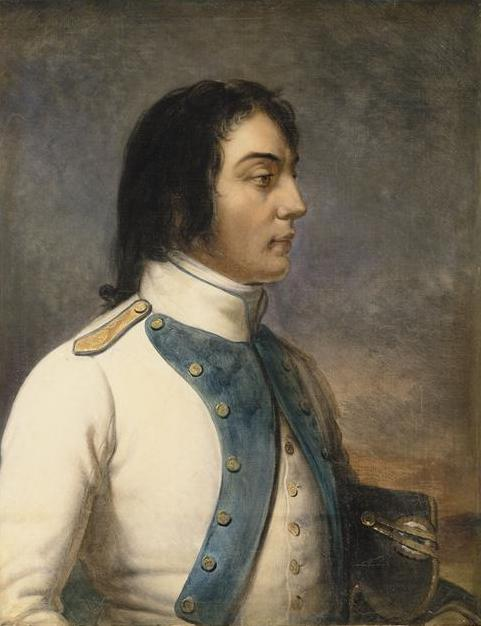
第46歩兵連隊大尉の制服を着用したドゼー（1792年）

ドゼーは1795年の戦役ではジュールダン軍の右翼を担当し、翌年のモローによるバイエルン侵攻でも同様に重要な役割を果たした。アンベルクとヴュルツブルクでカール大公に敗れた後の退却戦ではモローの後衛を務め、その後のケール要塞戦では、最大の功績を挙げた。それにより、彼の名前はボナパルト、ジュールダン、オッシュ、マルソー、クレベールらと並んで、国の要として称えられるようになった。
ドゼーの当初の成功は翌1797年、ナポレオンが締結したレオーベン条約によって遮られた形となった。ドゼーはボナパルト将軍に会うために自ら画策してイタリア方面に転属した。かくしてナポレオンは、何の対価も支払うことなく、ライバルであるドイツ方面軍から才能のある若き将軍を得ることとなった。ドゼーは一旦「イギリス方面軍」の司令官に仮任命されたが、すぐにナポレオンによってエジプト遠征軍に異動させられた。ピラミッドの戦いにおいてマムルーク軍の正面に立ちふさがったのはドゼーの師団であり、その後の上エジプトにおけるムラード・ベイへの勝利によってその評価はさらに上がった。ドゼーはその公平な統治によって、現地の農民（ファッラーヒーン）たちから「正義のスルタン」という光栄ある呼び名を得た。
ナポレオンのフランス帰還によってエジプトでの指揮権がクレベールに渡されたとき、ドゼーはボナパルトの同志として選ばれた少数のメンバーの一人だった。しかし、彼が新しい第一執政と合流できたのは数か月後のことになった。ドゼーがようやくイタリアに到着したとき、1800年のイタリア戦役はすでにクライマックスを迎えつつあった。彼はただちに2個歩兵師団からなる部隊の指揮を任された。3日後の6月14日、分遣され、ブーデ師団と共に本体から離れつつあったドゼーは、リヴァルタでマレンゴの戦いの砲声を右方に聞き、進軍を停止した。そして呼び戻しに来たナポレオンの参謀将校と会見するや否や、ドゼーはただちに音のする方角へ引き返した。彼がブーデ師団とともに戦場に到着したときには、至る所でオーストリア軍が勝利を収めつつあった。ドゼーは「もう一度戦って勝つ時間はある！」と叫び、3個連隊を率いて敵の中央に対してまっすぐに進んだ。そして勝利の瞬間、ドゼーの胸を1発の銃弾が貫いた。ルイ・シャルル・アントワーヌ・ドゼーは、彼の友人であり同志でもあったエジプト方面軍総司令官ジャン＝バティスト・クレベールと同じ日に死んだ。クレベールはドゼーの戦死したその日、カイロで暗殺されたのである。

## 顕彰
ナポレオンは、ドゼーのためにパリのドーフィーヌ広場（シテ島）とヴィクトワール広場のそれぞれに記念碑を建てることでその功績に報いたが、ヴィクトワール広場のものは後に破壊された。また彼の名はフランス革命期の他の功績顕著な軍人たちとともに、凱旋門の表面に刻まれている。

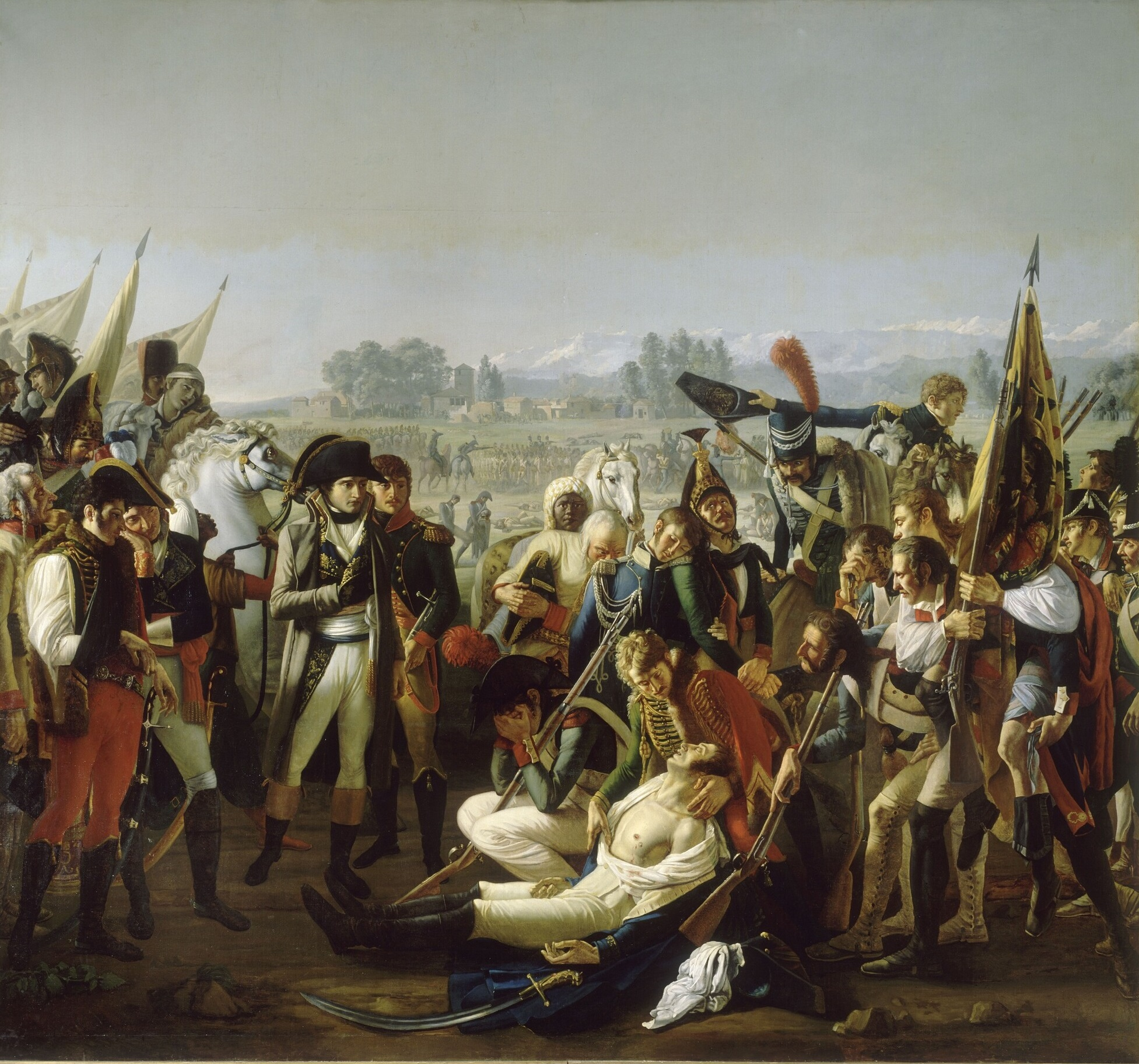
『ドゼー将軍の死』（ジャン・ブロック画）
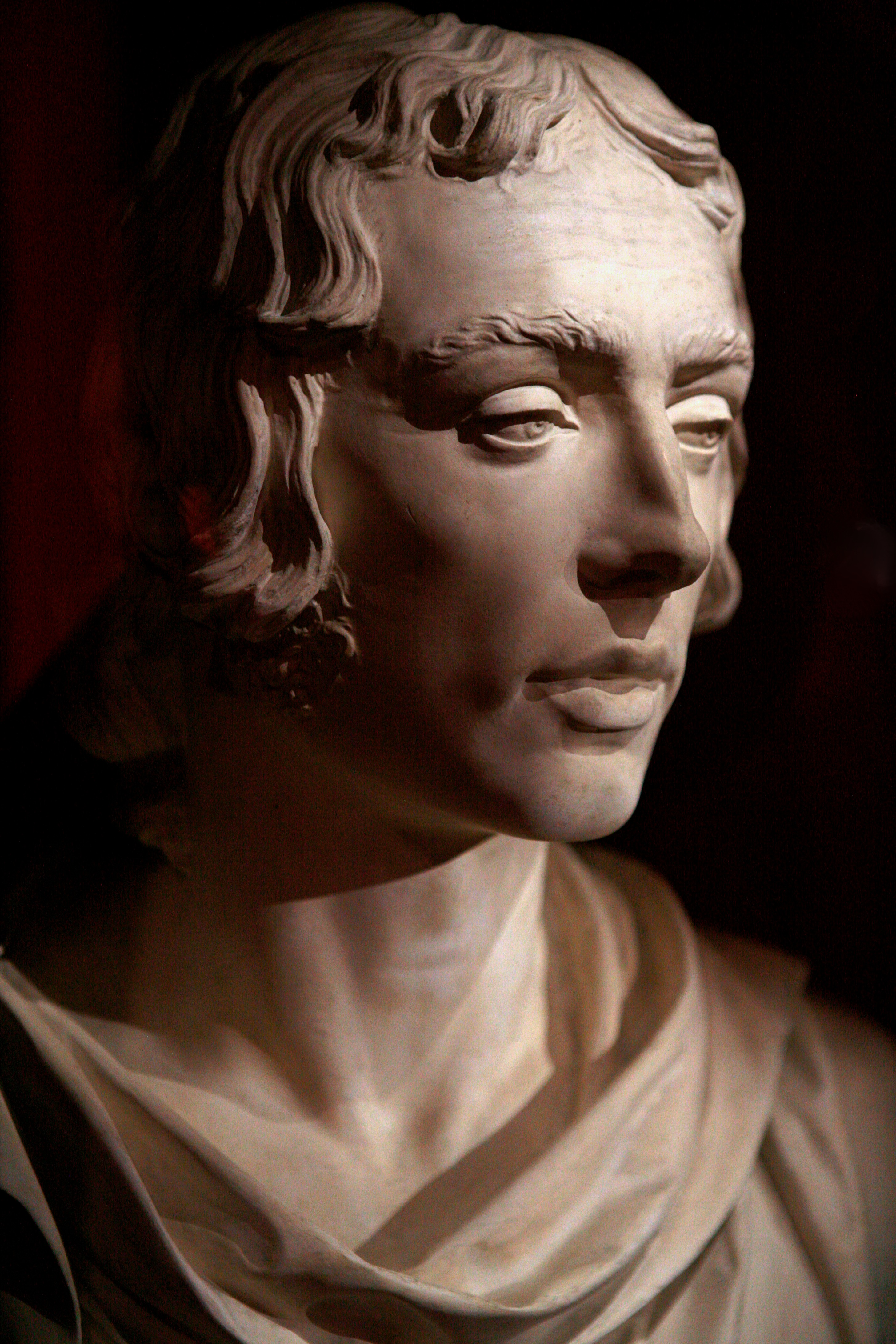
アンジェロ・ピッツィによる、デスマスクを元にしたドゼーの石膏胸像
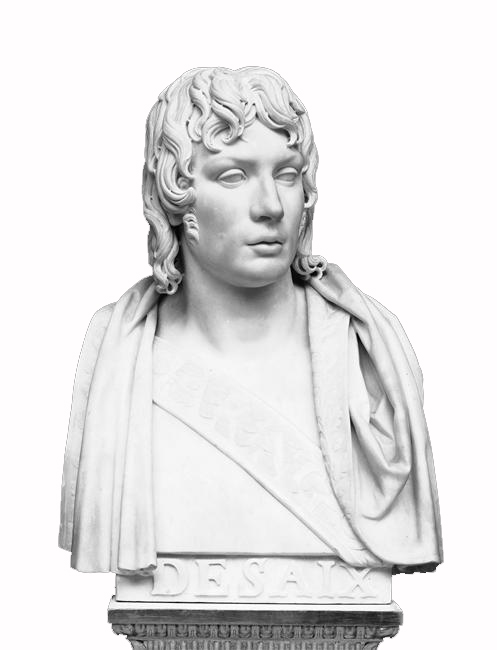
ヴェルサイユ宮殿にあるドゼーの胸像
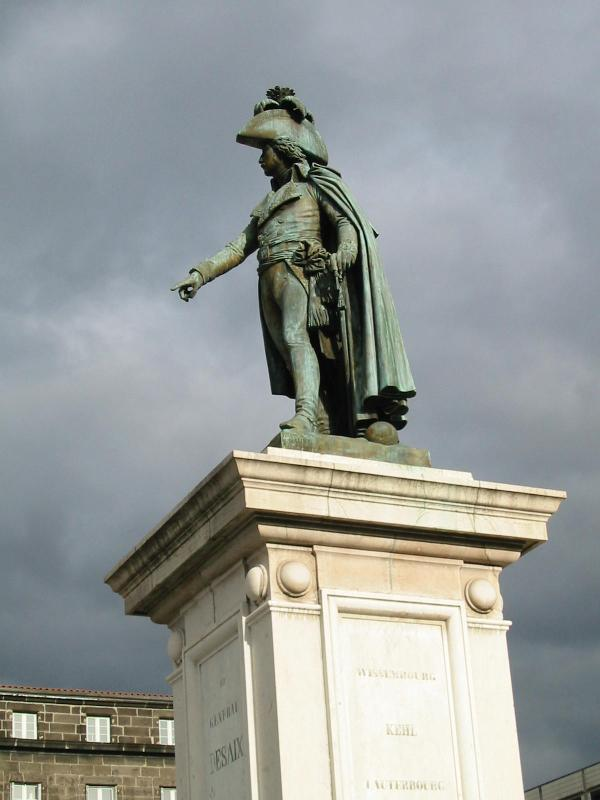
クレルモン＝フェランのジョード広場にあるドゼーの像
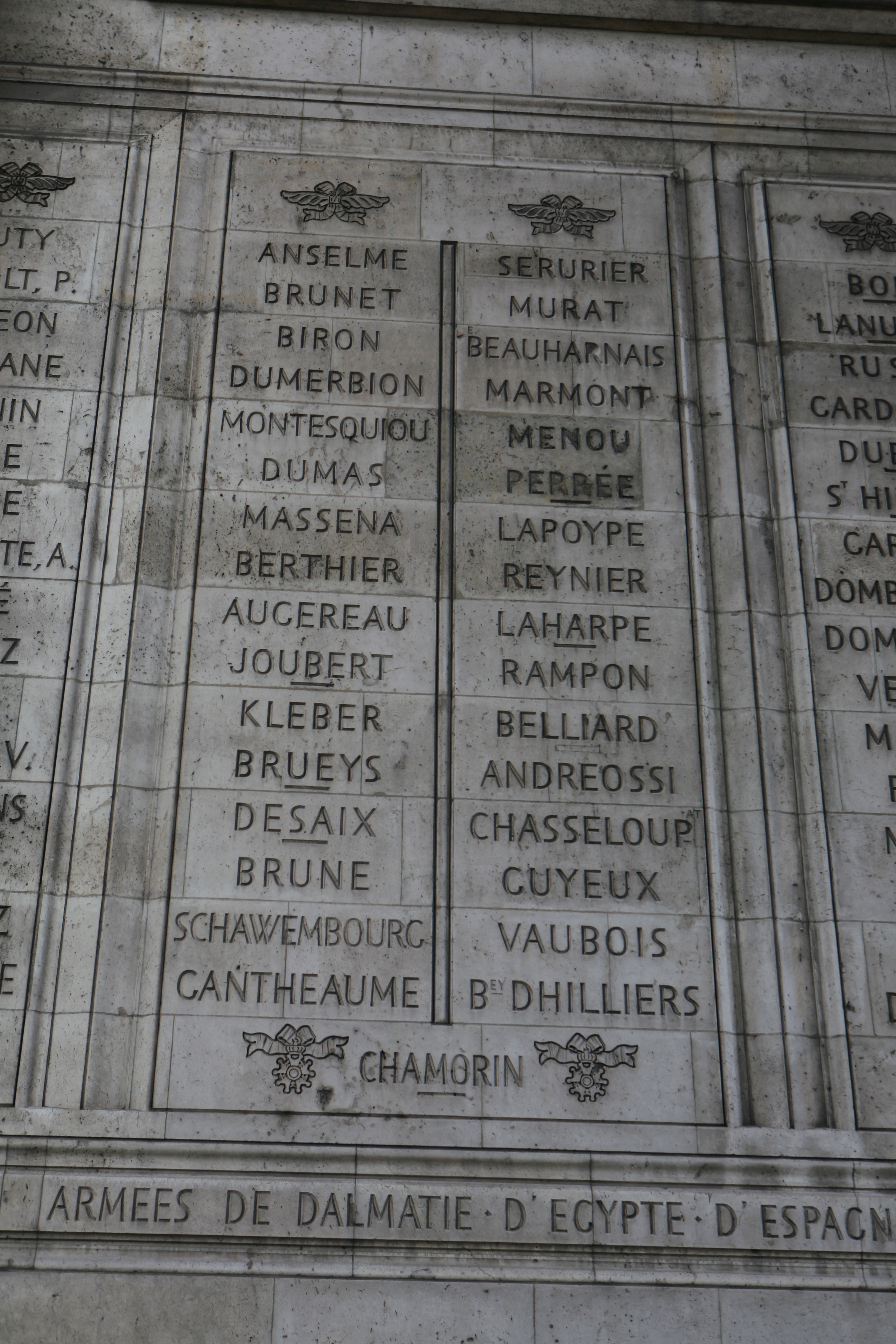
凱旋門の南柱、23列の上から13番目にあるドゼーの名。下線が引かれているのは戦死を表している。

## 参考資料
- この記事にはアメリカ合衆国内で著作権が消滅した次の百科事典本文を含む: Chisholm, Hugh, ed. (1911). “Desaix de Veygoux, Louis Charles Antoine”. Encyclopædia Britannica (英語). Vol. 8 (11th ed.). Cambridge University Press. p. 78. Cites as a source: 
  - Martha-Beker, F. (1852). Comte de Mons, Le Général L. C. A. Desaix. Paris